# Peggy O'Day

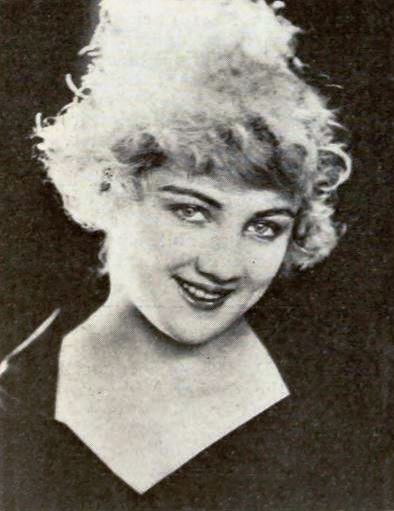
A atriz estadunidense Peggy O'Day

Peggy O’Day (19 de junho de 1900 – 25 de novembro de 1964) foi uma atriz estadunidense da era do cinema mudo, que atuou principalmente em Westerns. Além de atriz, foi também editora e roteirista de alguns filmes.

## Biografia
Uma dublê nas comédias de Al Christie em 1920, Peggy O’Day, graduada na Universidade do Missouri, mais tarde atuou ao lado de várias estrelas estrelas menos conhecidas dos Westerns, incluindo Franklin Farnum, Bill Patton e Jack Perrin, sendo que alguns dos Westerns ela também coescreveu. O verdadeiro estrelato veio no papel-título do seriado de 1923, The Fighting Skipper (ao lado de Perrin), no qual ela tenta localizar uma fortuna de pérolas enterrada por seu pai em uma ilha deserta. 
Uma lesão, infelizmente, pôs fim à carreira de atriz e ela se tornou editora assistente do diretor Cecil B. DeMille. Mais tarde atuou como chefe do departamento internacional da MGM, até sua aposentadoria em 1960. Seu marido, Earl F. Reis, era um engenheiro de som.
Faleceu em 1964, e está sepultada no Forest Lawn Memorial Park, em Los Angeles.

## Filmografia parcial
- The Three Buckaroos (1922)
- Storm Girl (1922)
- They're Off (1922)
- Thundering Hoofs (1922)
- Angel Citizens (1922)
- Trail's End (1922)
- The Gold (1922)
- Grabbers[2] (1922)
- The Fighting Skipper (1923)
- The Man Getter (1923)
- Travelin' Fast (1924)
- Shootin' Square (1924)
- Ace of the Law (1924)
- Crashin' Through (1924)
- Battlin' Buckaroo (1924)
- Fast and Furious (1924)
- Up and at 'Em (1924)
- Peggy of the Secret Service (1925)
- The Four from Nowhere (1925)
- Riders of the Sand Storm (1925)
- Rose of the Desert (1925)
- Whistling Jim (1925)
- Sporting West (1925)
- Red Blood and Blue (1925)
- The Lone Ranger (curta-metragem) (1927)
- Hoof Marks (1927)
- His Last Bullet (1928)
- The Clean-Up Man (1928)
- The Chinatown Mystery (1928)

## Controvérsia
Há fontes, tais como o IMDB, que referenciam Peggy O’Day como sendo a mesma pessoa que Peggy O’Dare, porém o fato é que as duas têm data de nascimento e de morte diversas (de acordo com Find a Grave). Viveram na mesma época, mas Peggy O’Dare, nascida Ella A. Aarup, em 1898, começou sua carreira em 1916, nos filmes de Mack Sennett, e faleceu em 1959.
Há fontes que referem Peggy O’Day como sendo a atriz Genevieve Bert, sem confirmação.